# Rinaldo Rafanelli
Rinaldo Roberto Rafanelli (Buenos Aires, 4 de julio de 1949-Villa Mercedes, 25 de junio de 2021) fue un cantante y bajista de rock argentino, que integró varias bandas. También participó como músico, arreglador y productor.

## Biografía

### Carrera profesional
Su carrera profesional comenzó con la agrupación Color Humano, junto a Edelmiro Molinari en guitarra y David Lebón en batería.
Esta formación llegaría a grabar un solo disco. Luego Lebón se alejaría, ingresando Oscar Moro, lo que hizo que la banda tuviera un sonido más contundente. Después de grabar otros dos discos, Color Humano se separó.
Luego de esto Rafanelli colaboró en algunos discos, entre ellos la versión del Ensamble Musical de Buenos Aires de La Biblia, escrita por Vox Dei.
En el año 1973, ante la necesidad de transformarse en una banda más eléctrica, Charly García lo llamó para integrar Sui Generis, junto a Nito Mestre y Juan Rodríguez. En esta banda Rafanelli se transformó en un miembro fundamental de aquella nueva etapa más progresiva de la banda. Su protagonismo es notorio en el álbum de estudio Pequeñas anécdotas sobre las instituciones, en el que tocó el bajo, la guitarra, hizo algunos coros y participó de una de las canciones —«Tema de Natalio»— y más aún en los tres volúmenes del Adiós Sui Géneris donde se interpreta un tema suyo llamado «La niña juega en el jardín». Rafanelli fue también fue parte de la zapada de la canción «Fabricante de mentiras», en donde añadió una memorable frase evocando un antiguo programa de televisión llamado «Sábados continuados».
Paralelamente Rinaldo participaba en otro grupo, junto a Rodríguez y Lebón, denominado Polifemo, con el que grabó dos discos. Después formó Seleste, junto a   Lebón, Pomo y Rapoport, pero no llegó a grabar discos. A partir de entonces comenzó a ser parte de diversas bandas, e integró, entre otras, las de Charly García y Luis Alberto Spinetta.

## Grupos integrados como bajista
- Color Humano con Edelmiro Molinari, Oscar Moro y David Lebón.
- Sui Generis con Charly García, Nito Mestre y Juan Rodríguez.
- Polifemo con David Lebón, Juan Rodríguez y Ciro Fogliatta.
- Seleste con David Lebón, Pedro Aznar, Pomo y Diego Rapoport. (No editó álbumes)
- Banda Spinetta: con Luis Alberto Spinetta, Gustavo Bazterrica y Luis Cerávolo (No editó álbumes)
- Banda de Charly García: con Charly García, Carlos García López, María Gabriela Epumer, Celeste Carballo, Mario Serra y Fernando Samalea.
- Coral: Ha tenido varias formaciones en las cuales han participado los siguientes músicos:

1. Guitarristas: Gustavo Bazterrica, Quique Sinesi, Ricardo Mollo, Palo Penayo, Pino Marrone.
2. Bateristas: Oscar Moro, Daniel Volpini, Horacio López, Marco Pusineri, Juan Rodríguez, Gonzalo Farrugia, Lucio Mazaira.
3. Teclistas: Claudio Pesavento, Leo Sujatovich, Alejandro Lerner. (No editó álbumes)

- Demo: con Ricardo Mollo, Beto Topini y Daniel Leis.
- Alphonso S'Entrega: con Daniel Morano, Sergio Nacif, Aníbal García y Marcelo Pelater.
- Los Romeos: con Sergio Nacif, Gustavo Virgilio, Marcelo Pelater, Claudio Batista y Martin Reinoso.
- El Adoquín: con Juan Rodríguez y Gady Pampillón.
- Rino Rafanelli & la Rimanblu: con Ariel Rodríguez y Claudio Salas.
- Power Trío: con Black Amaya y El Negro García López.
- Su último grupo fue el power trío RimanBloom!: con Lorenzo Vox y Diego Ceccato.
- RimanBloom Sur con: Theo Navas en guitarra y Lolo Cincotta en batería.

## Discografía como solista
- TAO (2019)

## Discografía como bajista
Color Humano
- Color Humano (1972)
- Color Humano 2 (1973)
- Color Humano 3 (1973)
- En El Roxy (1995) - Vivo

Sui Generis
- Pequeñas anécdotas sobre las instituciones (1974)
- Adiós Sui Géneris, Parte I (1975)
- Adiós Sui Géneris, Parte II (1975)
- Adiós Sui Generis, Parte III (1975)

Polifemo
- Polifemo (1976)
- Volumen 2 (Trópico de Cáncer) (1977)
- Archivos de EMI (2003)

Demo
- Lumpen (1983)

Alphonso Sentrega
- Alphonso I (1987)
- El Paso (1988)

Los Romeos
- Tirame un salvavidas (1994).
- Sangre de Romeo (1999) - (No editado).

Charly García (banda)
- Say No More (1996)

Mercedes Sosa y Charly García (banda)
- Alta fidelidad (1997)

Rinaldo Rafanelli & La Rimamblú
- Souvenir de un mundo bizarro (1999)

## Discografía como Invitado
- Bs. As. Blus (La Pesada del Rock) (1971)
- La Biblia (escrita por Vox Dei) versión del ensamble musical de Buenos Aires (1974)
- PorSuiGieco (1976)
- Nayla (David Lebón) (1980)
- Detectives (Fabiana Cantilo) (1986)
- Joven blando (Gustavo Bazterrica) (1987)

## Discografía como productor y arreglador
- Polifemo (Polifemo) (1976) *
- Volumen 2 (Trópico de Cáncer) (Polifemo) (1977)*
- Lumpen (Demo) (1983) *
- El Paso (Alphonso S'entrega) (1988) * +
- Los Perros Calientes I (Los Perros Calientes) (1989) * +
- Filosofía barata y zapatos de goma (Charly García) (1990) °+
- Los Romeos I (Los Romeos) (1992) * +
- Presa del Odio (Idem) (1992) * +
- Pecado tras Pecado (Mandrágora) (1992) * °
- Nieva en Bs. As. (Las BW) (1992)* +
- Por unas Monedas (Los Abejorros) (1993) *
- En el país de los Campeones del Mundo (Parte del Asunto) (1993) *
- Corrientes (Javier Martínez) (1993) *
- Tirame un Salvavidas (Los Romeos) (1994) * +
- Una Vieja Historia (Durazno de Gala) (1994) *
- En El Roxy(Color Humano) (1995) *
- Guasones - demo (1997)
- Souvenir de un Mundo Bizarro (Rinaldo Rafanelli & la Rimanblú) (1999) *
- Blues Argentinos (Pajarito Zaguri-Blusero León) (2000) *
- My Name is Carlos Johnson (Carlos Johnson) (2001) *
- The Last Sessions (Little Mack Simmons) (2001) *
- Another Guy (Phil Guy) (2001) *
- Supernova EP (Cuarto Planetario) (2007)*

1. Producción artística
2. Arreglos y dirección de Brass
3. Arreglos y dirección de Cuerdas

- Despiertan las Heridas (Calle 63)(2013)*
- TAO (Rino Rafanelli )(2020)TAO  FULL  ALBUM*

1. Producción artística
2. Arreglos y dirección de Brass
3. Arreglos y dirección de Cuerdas